# Around the world (álbum)
Around the world es el álbum debut de la cantante Ami Suzuki en su nuevo sello Avex Trax tras cinco años fuera del mundo de la música. También fue lanzado un sencillo con el mismo nombre el mismo día por la artista.

## Información
Los estilos del álbum son bastante variados. Desde canciones J-Pop con influencias del Trance y del House, a baladas e incluso una con algo de R&B. Quizás se intentó probar con cada estilo que se escuchan actualmente dentro de Japón para enfocar a Ami en ese estilo y seguir explotándolo. Un dato curioso es que el DVD del álbum no incluye los videos originales de las canciones que antes habían sido lanzados en DVD con sus respectivos singles.; los videos denominados dance track presentan sólo las escenas de las coreografías en los videos, y el álbum edit de "Negaigoto" presenta una distinta edición a la del video que originalmente había sido presentado.

## Canciones
Todas las letras escritas por Ami Suzuki.
| CD    |                                   |                  |                   |          |  |
| N.º   | Título                            | Música           | Productor(es)     | Duración |  |
| 1.    | «Around The World»                | Y@suo Ohtani     | Ken Harada        | 4:35     |  |
| 2.    | «Hopeful» (Overhead Champion Mix) | Shunsuke Yazaki  | Overhead Champion | 4:53     |  |
| 3.    | «Beautiful»                       | Daisuke Suzuki   | Ats-              | 4:55     |  |
| 4.    | «Sweet Voice»                     | Kazuhito Kikuchi | Yasunari Nakamura | 4:46     |  |
| 5.    | «Delightful»                      | Tohru Watanabe   | Axel Konrad       | 4:19     |  |
| 6.    | «For Yourself»                    | Tohru Watanabe   | H-Wonder          | 4:42     |  |
| 7.    | «Negaigoto (ねがいごと?)»         | Daisuke Suzuki   | Yasunari Nakamura | 5:05     |  |
| 8.    | «Risk»                            | Daisuke Suzuki   | Yasunari Nakamura | 4:42     |  |
| 9.    | «Eventful»                        | Tohru Watanabe   | Tohru Watanabe    | 4:21     |  |
| 10.   | «With You»                        | Kazuhito Kikuchi | Ken Harada        | 4:46     |  |
| 11.   | «Times»                           | Tohru Watanabe   | Tohru Watanabe    | 4:13     |  |
| 12.   | «I'm Alone»                       | Kazuhito Kikuchi | Kazuhito Kikuchi  | 2:56     |  |
| 54:17 |                                   |                  |                   |          |  |

| DVD |                                        |          |  |
| N.º | Título                                 | Duración |  |
| 1.  | «Hopeful» (Videoclip)                  |          |  |
| 2.  | «Delightful» (Dance Track)             |          |  |
| 3.  | «Eventful» (Dance Track)               |          |  |
| 4.  | «Negaigoto (ねがいごと?)» (Album Edit) |          |  |
| 5.  | «For Yourself» (Videoclip)             |          |  |
| 6.  | «Around The World» (Videoclip)         |          |  |
| 7.  | «For Yourself» (Making Clip)           |          |  |
| 8.  | «Around The World» (Making Clip)       |          |  |

### Sencillos promocionales
- Delightful, lanzado el 24 de marzo del 2005.
- Eventful, lanzado el 25 de mayo del 2005.
- ねがいごと (Negaigoto), lanzado el 17 de agosto del 2005.
- Around The World, lanzado el 12 de octubre del 2005.

## Créditos
- Productor Ejecutivo: Masato "Max" Matsuura

- Planeado por Harada Jun (Avex Entertainment Inc.)

- Supervisión A&R: Ishimori "Funaty" Hiroshi, Okuda Takashi (Avex Entertainment Inc.)

- Dirigido por Yasuhara Hatsukoshi, Hori Aki, Noguchi Aya (Avex Entertainment Inc.)

- A&R: Sakurai Katsuhiko, Oruga Shizuka, Tamamuchi Hideaki (Avex Entertainment Inc.)
- Escritorio A&R: Seyika Megumi, Yasumune Nozomi, Sairenji Sakoto (Avex Entertainment Inc.)

- Director Musical: Tokuda Yoshihisa (Avex Entertainment Inc.)

- Mezclado por Yamaka Naoki (I to I Communications), Hattori Atsushi (Hi-five) (M-7), Overhead Champion (M-2), Axel Konrad (M-5)

- Grabado por Akimoto Kaoru, Watanabe Shuichi, Kawata Masahiro (Avex Entertainment Inc.), Hattori Atsushi (Hi-five), Kusama Kei (Kurid International)

- Segundos Ingenieros: Kawata Masahiro, Okubo Ryuichi (Avex Entertainment Inc.), Saito Hanae (Bunkamura Studio), Suzuki Hitomi (On Air Azabu), Yamadoi Makoto, Jinbu Hideaki, Watanabe Ryo, Yamada Tsuyoshi (Avex Entertainment Inc.)

- Datos: Q2863498